# Københavns BK
Københavns BK ist ein Badmintonverein aus Kopenhagen in Dänemark. Der KBK ist einer der traditionsreichsten und erfolgreichsten Vereine in dieser Sportart weltweit. BK steht im Vereinsnamen für Badminton Klub.

## Geschichte
Der Verein wurde am 1. November 1928 gegründet. Gleich bei der ersten dänischen Meisterschaft gewann Kaj Andersen vom KBK den Titel im Herreneinzel. Zum dominierenden Verein in Dänemark wurde der KBK jedoch erst nach dem Zweiten Weltkrieg. Den ersten Mannschaftstitel gewann der Klub in der Saison 1952/1953. Bis 1974 erhöhte sich die Zahl der Mannschaftstitelgewinne auf 19. Mit Ulla Rasmussen, Finn Kobberø, Erland Kops, Karin Jørgensen, Svend Pri und Jørgen Hammergaard Hansen standen mehrere Weltklassespieler in den Reihen des Vereins. Mitte der 1970er Jahre verlor der KBK seine Vormachtstellung im dänischen Badminton. Erst 2004 gewann Lars Paaske wieder einen Titel für den Københavns BK.

## Erfolge
| Saison    | Veranstaltung                                    | Disziplin    | Platz | Name                                                                     |
| --------- | ------------------------------------------------ | ------------ | ----- | ------------------------------------------------------------------------ |
| 1930/1931 | Dänemark: Einzelmeisterschaften                  | Herreneinzel | 1     | Kaj Andersen, Københavns BK                                              |
| 1932/1933 | Dänemark: Einzelmeisterschaften                  | Herreneinzel | 1     | Kaj Andersen, Københavns BK                                              |
| 1942/1943 | Dänemark: Einzelmeisterschaften                  | Herrendoppel | 1     | Jesper Bie, Københavns BK / Børge Frederiksen, Skovshoved IF             |
| 1947/1948 | Dänemark: Einzelmeisterschaften                  | Herrendoppel | 1     | Jørn Skaarup / Preben Dabelsteen, Københavns BK                          |
| 1947/1948 | Dänemark: Einzelmeisterschaften                  | Mixed        | 1     | Jørn Skaarup, Københavns BK / Tonny Ahm, Gentofte BK                     |
| 1948/1949 | Dänemark: Einzelmeisterschaften                  | Damendoppel  | 1     | Kirsten Thorndahl, Amager BC / Aase Svendsen, Københavns BK              |
| 1949/1950 | Dänemark: Einzelmeisterschaften                  | Herreneinzel | 1     | Jørn Skaarup, Københavns BK                                              |
| 1949/1950 | Dänemark: Einzelmeisterschaften                  | Herrendoppel | 1     | Ib Olesen, Københavns BK / John Nygaard, Amager BC                       |
| 1950/1951 | Dänemark: Einzelmeisterschaften                  | Herrendoppel | 1     | Jørn Skaarup / Preben Dabelsteen, Københavns BK                          |
| 1952/1953 | Dänemark: Mannschaftsmeisterschaft               | Mannschaft   | 1     | Københavns Badminton Klub                                                |
| 1952/1953 | Dänemark: Einzelmeisterschaften                  | Mixed        | 1     | Jørgen Hammersgaard Hansen / Anni Jørgensen, Københavns BK               |
| 1953/1954 | Dänemark: Einzelmeisterschaften                  | Mixed        | 1     | Finn Kobberø / Inge Birgit Anker Hansen, Københavns BK                   |
| 1953/1954 | Dänemark: Einzelmeisterschaften                  | Herreneinzel | 1     | Jørn Skaarup, Københavns BK                                              |
| 1953/1954 | Dänemark: Mannschaftsmeisterschaft               | Mannschaft   | 1     | Københavns Badminton Klub                                                |
| 1954/1955 | Dänemark: Mannschaftsmeisterschaft               | Mannschaft   | 1     | Københavns Badminton Klub                                                |
| 1954/1955 | Dänemark: Einzelmeisterschaften                  | Herreneinzel | 1     | Finn Kobberø, Københavns BK                                              |
| 1954/1955 | Dänemark: Einzelmeisterschaften                  | Herrendoppel | 1     | Finn Kobberø / Jørgen Hammergaard Hansen, Københavns BK                  |
| 1954/1955 | Dänemark: Einzelmeisterschaften                  | Damendoppel  | 1     | Aase Winther / Anni Jørgensen, Københavns BK                             |
| 1955/1956 | Dänemark: Einzelmeisterschaften                  | Damendoppel  | 1     | Aase Winther / Inge Birgit Anker Hansen, Københavns BK                   |
| 1955/1956 | Dänemark: Einzelmeisterschaften                  | Herrendoppel | 1     | Jørn Skaarup / Preben Dabelsteen, Københavns BK                          |
| 1955/1956 | Dänemark: Einzelmeisterschaften                  | Mixed        | 1     | Jørn Skaarup / Anni Jørgensen, Københavns BK                             |
| 1955/1956 | Dänemark: Mannschaftsmeisterschaft               | Mannschaft   | 1     | Københavns Badminton Klub                                                |
| 1956/1957 | Dänemark: Einzelmeisterschaften                  | Mixed        | 1     | Finn Kobberø / Lis Hagen Olsen, Københavns BK                            |
| 1956/1957 | Dänemark: Einzelmeisterschaften                  | Herreneinzel | 1     | Finn Kobberø, Københavns BK                                              |
| 1956/1957 | Dänemark: Einzelmeisterschaften                  | Herrendoppel | 1     | Finn Kobberø / Jørgen Hammergaard Hansen, Københavns BK                  |
| 1956/1957 | Dänemark: Einzelmeisterschaften                  | Damendoppel  | 1     | Kirsten Thorndahl, Amager BC / Anni Hammergaard Hansen, Københavns BK    |
| 1957/1958 | Dänemark: Einzelmeisterschaften                  | Mixed        | 1     | Finn Kobberø / Lis Hagen Olsen, Københavns BK                            |
| 1957/1958 | Dänemark: Mannschaftsmeisterschaft               | Mannschaft   | 1     | Københavns Badminton Klub                                                |
| 1957/1958 | Dänemark: Einzelmeisterschaften                  | Herreneinzel | 1     | Finn Kobberø, Københavns BK                                              |
| 1957/1958 | Dänemark: Einzelmeisterschaften                  | Herrendoppel | 1     | Finn Kobberø / Jørgen Hammergaard Hansen, Københavns BK                  |
| 1957/1958 | Dänemark: Einzelmeisterschaften                  | Dameneinzel  | 1     | Hanne Jensen, Københavns BK                                              |
| 1958/1959 | Dänemark: Einzelmeisterschaften                  | Damendoppel  | 1     | Kirsten Thorndahl, Amager BC / Hanne Jensen, Københavns BK               |
| 1958/1959 | Dänemark: Einzelmeisterschaften                  | Herrendoppel | 1     | Finn Kobberø / Bent Albertsen, Københavns BK                             |
| 1958/1959 | Dänemark: Mannschaftsmeisterschaft               | Mannschaft   | 1     | Københavns Badminton Klub                                                |
| 1959/1960 | Dänemark: Einzelmeisterschaften                  | Mixed        | 1     | Finn Kobberø, Københavns BK / Kirsten Thorndahl, Amager BC               |
| 1959/1960 | Dänemark: Einzelmeisterschaften                  | Herreneinzel | 1     | Finn Kobberø, Københavns BK                                              |
| 1959/1960 | Dänemark: Einzelmeisterschaften                  | Herrendoppel | 1     | Finn Kobberø / Bent Albertsen, Københavns BK                             |
| 1959/1960 | Dänemark: Einzelmeisterschaften                  | Damendoppel  | 1     | Aase Winther / Inge Birgit Anker Hansen, Københavns BK                   |
| 1959/1960 | Dänemark: Mannschaftsmeisterschaft               | Mannschaft   | 1     | Københavns Badminton Klub                                                |
| 1960/1961 | Dänemark: Einzelmeisterschaften                  | Herreneinzel | 1     | Erland Kops, Københavns BK                                               |
| 1960/1961 | Dänemark: Einzelmeisterschaften                  | Herrendoppel | 1     | Erland Kops, Københavns BK / Poul-Erik Nielsen, Skovshoved IF            |
| 1960/1961 | Dänemark: Einzelmeisterschaften                  | Damendoppel  | 1     | Kirsten Thorndahl, Amager BC / Hanne Jensen, Københavns BK               |
| 1960/1961 | Dänemark: Einzelmeisterschaften der Junioren U19 | Dameneinzel  | 1     | Ulla Rasmussen, Københavns BK                                            |
| 1960/1961 | Dänemark: Mannschaftsmeisterschaft               | Mannschaft   | 1     | Københavns Badminton Klub                                                |
| 1960/1961 | Dänemark: Einzelmeisterschaften                  | Dameneinzel  | 1     | Hanne Jensen, Københavns BK                                              |
| 1961/1962 | Dänemark: Einzelmeisterschaften                  | Damendoppel  | 1     | Karin Jørgensen / Ulla Rasmussen, Københavns BK                          |
| 1961/1962 | Dänemark: Einzelmeisterschaften                  | Herrendoppel | 1     | Finn Kobberø / Jørgen Hammergaard Hansen, Københavns BK                  |
| 1961/1962 | Dänemark: Einzelmeisterschaften                  | Dameneinzel  | 1     | Karin Jørgensen, Københavns BK                                           |
| 1961/1962 | Dänemark: Mannschaftsmeisterschaft               | Mannschaft   | 1     | Københavns Badminton Klub                                                |
| 1961/1962 | Dänemark: Einzelmeisterschaften                  | Herreneinzel | 1     | Erland Kops, Københavns BK                                               |
| 1961/1962 | Dänemark: Einzelmeisterschaften                  | Mixed        | 1     | Finn Kobberø, Københavns BK / Kirsten Thorndahl, Valby BC                |
| 1962/1963 | Dänemark: Einzelmeisterschaften                  | Damendoppel  | 1     | Karin Jørgensen / Ulla Rasmussen, Københavns BK                          |
| 1962/1963 | Dänemark: Einzelmeisterschaften                  | Dameneinzel  | 1     | Ulla Rasmussen, Københavns BK                                            |
| 1962/1963 | Dänemark: Einzelmeisterschaften                  | Herrendoppel | 1     | Finn Kobberø / Jørgen Hammergaard Hansen, Københavns BK                  |
| 1962/1963 | Dänemark: Einzelmeisterschaften                  | Dameneinzel  | 2     | Karin Jørgensen Københavns BK                                            |
| 1962/1963 | Dänemark: Einzelmeisterschaften                  | Herrendoppel | 2     | Erland Kops, Københavns BK / Poul-Erik Nielsen, Skovshoved IF            |
| 1962/1963 | Dänemark: Mannschaftsmeisterschaft               | Mannschaft   | 1     | Københavns Badminton Klub                                                |
| 1962/1963 | Dänemark: Einzelmeisterschaften der Junioren U19 | Dameneinzel  | 1     | Lonny Funch, Københavns BK                                               |
| 1962/1963 | Dänemark: Einzelmeisterschaften                  | Mixed        | 1     | Finn Kobberø / Anne Flindt, Københavns BK                                |
| 1963/1964 | Dänemark: Einzelmeisterschaften                  | Mixed        | 1     | Finn Kobberø / Ulla Rasmussen, Københavns BK                             |
| 1963/1964 | Dänemark: Einzelmeisterschaften                  | Herrendoppel | 1     | Finn Kobberø / Jørgen Hammergaard Hansen, Københavns BK                  |
| 1963/1964 | Dänemark: Einzelmeisterschaften                  | Herreneinzel | 1     | Erland Kops, Københavns BK                                               |
| 1963/1964 | Dänemark: Mannschaftsmeisterschaft               | Mannschaft   | 1     | Københavns Badminton Klub                                                |
| 1963/1964 | Dänemark: Einzelmeisterschaften                  | Damendoppel  | 1     | Karin Jørgensen / Ulla Rasmussen, Københavns BK                          |
| 1964/1965 | Dänemark: Einzelmeisterschaften                  | Mixed        | 1     | Finn Kobberø / Ulla Rasmussen, Københavns BK                             |
| 1964/1965 | Dänemark: Einzelmeisterschaften                  | Damendoppel  | 1     | Karin Jørgensen / Ulla Rasmussen, Københavns BK                          |
| 1964/1965 | Dänemark: Einzelmeisterschaften                  | Dameneinzel  | 1     | Ulla Rasmussen, Københavns BK                                            |
| 1964/1965 | Dänemark: Einzelmeisterschaften                  | Herrendoppel | 1     | Erland Kops, Københavns BK / Carsten Morild, Triton Aalborg              |
| 1964/1965 | Dänemark: Einzelmeisterschaften                  | Herreneinzel | 1     | Erland Kops, Københavns BK                                               |
| 1965/1966 | Dänemark: Mannschaftsmeisterschaft               | Mannschaft   | 1     | Københavns Badminton Klub                                                |
| 1965/1966 | Dänemark: Einzelmeisterschaften                  | Mixed        | 1     | Finn Kobberø / Ulla Strand, Københavns BK                                |
| 1965/1966 | Dänemark: Einzelmeisterschaften                  | Damendoppel  | 1     | Karin Jørgensen / Ulla Strand, Københavns BK                             |
| 1965/1966 | Dänemark: Einzelmeisterschaften der Junioren U19 | Dameneinzel  | 1     | Marianne Svensson, Københavns BK                                         |
| 1965/1966 | Dänemark: Einzelmeisterschaften                  | Herrendoppel | 1     | Finn Kobberø / Jørgen Hammergaard Hansen, Københavns BK                  |
| 1966/1967 | Dänemark: Einzelmeisterschaften                  | Damendoppel  | 1     | Marianne Svensson / Ulla Strand, Københavns BK                           |
| 1966/1967 | Dänemark: Einzelmeisterschaften                  | Herreneinzel | 1     | Erland Kops, Københavns BK                                               |
| 1967/1968 | Dänemark: Mannschaftsmeisterschaft               | Mannschaft   | 1     | Københavns Badminton Klub                                                |
| 1967/1968 | Dänemark: Einzelmeisterschaften                  | Herrendoppel | 1     | Erland Kops, Københavns BK / Henning Borch, Amager BC                    |
| 1967/1968 | Dänemark: Einzelmeisterschaften                  | Mixed        | 1     | Svend Pri, Amager BC / Ulla Strand, Københavns BK                        |
| 1968/1969 | Dänemark: Mannschaftsmeisterschaft               | Mannschaft   | 1     | Københavns Badminton Klub                                                |
| 1968/1969 | Dänemark: Einzelmeisterschaften                  | Herrendoppel | 1     | Erland Kops, Københavns BK / Henning Borch, Amager BC                    |
| 1968/1969 | Dänemark: Einzelmeisterschaften                  | Damendoppel  | 1     | Karin Jørgensen, Københavns BK / Lizbeth von Barnekow, Charlottenlund BK |
| 1969/1970 | Dänemark: Einzelmeisterschaften                  | Damendoppel  | 1     | Karin Jørgensen / Ulla Strand, Københavns BK                             |
| 1969/1970 | Dänemark: Mannschaftsmeisterschaft               | Mannschaft   | 1     | Københavns Badminton Klub                                                |
| 1970/1971 | Dänemark: Einzelmeisterschaften                  | Damendoppel  | 1     | Karin Jørgensen / Ulla Strand, Københavns BK                             |
| 1970/1971 | Dänemark: Mannschaftsmeisterschaft               | Mannschaft   | 1     | Københavns Badminton Klub                                                |
| 1970/1971 | Dänemark: Einzelmeisterschaften                  | Mixed        | 1     | Svend Pri, Amager BC / Ulla Strand, Københavns BK                        |
| 1971/1972 | Dänemark: Mannschaftsmeisterschaft               | Mannschaft   | 1     | Københavns Badminton Klub                                                |
| 1971/1972 | Dänemark: Einzelmeisterschaften                  | Mixed        | 1     | Svend Pri, Amager BC / Ulla Strand, Københavns BK                        |
| 1972/1973 | Dänemark: Einzelmeisterschaften                  | Mixed        | 1     | Svend Pri, Amager BC / Ulla Strand, Københavns BK                        |
| 1972/1973 | Dänemark: Mannschaftsmeisterschaft               | Mannschaft   | 1     | Københavns Badminton Klub                                                |
| 1972/1973 | Dänemark: Einzelmeisterschaften                  | Damendoppel  | 1     | Ulla Strand, Københavns BK / Lene Køppen, Valby BC                       |
| 1973/1974 | Dänemark: Einzelmeisterschaften                  | Mixed        | 1     | Elo Hansen / Ulla Strand, Københavns BK                                  |
| 1973/1974 | Dänemark: Einzelmeisterschaften                  | Damendoppel  | 1     | Pernille Kaagaard, Gentofte BK / Ulla Strand, Københavns BK              |
| 1973/1974 | Dänemark: Mannschaftsmeisterschaft               | Mannschaft   | 1     | Københavns Badminton Klub                                                |
| 1974/1975 | Dänemark: Einzelmeisterschaften                  | Herrendoppel | 1     | Elo Hansen / Flemming Delfs, Københavns BK                               |
| 1975/1976 | Dänemark: Einzelmeisterschaften der Junioren U19 | Herrendoppel | 1     | Jan Hammergaard Hansen, Københavns BK / Kenn H. Nielsen, Skovshoved      |
| 1977/1978 | Dänemark: Einzelmeisterschaften der Junioren U19 | Damendoppel  | 1     | Bettina Kristensen, Københavns BK / Charlotte Pilgaard, Højbjerg         |
| 1980/1981 | Dänemark: Einzelmeisterschaft der Amateure       | Dameneinzel  | 1     | Rikke V. Sørensen, Københavns BK                                         |
| 2003/2004 | Dänemark: Einzelmeisterschaften                  | Herrendoppel | 1     | Lars Paaske, Københavns BK / Jonas Rasmussen, Kastrup-Magleby BK         |